# José Vázquez García
José Vázquez García (Rafal, 1906-Rafal]], 13 de febrero de 1979) fue el 15.º alcalde de Rafa] desde 1951 hasta 1959, siendo el 6º de la era franquista.

## Su vida
José Vázquez se inició en la política local en 1941, cuando ocupó el cargo de concejal en tiempos del alcalde Emilio Mirete Morante, que era su cuñado. De esta experiencia de concejal se valió para que en 1951, Antonio Mazón Seva se lo recomendara al Gobernador de Alicante para que lo llamara a la alcaldía en sustitución del propio Doctor Mazón. Finalmente, el gobernador de Alicante lo nombró alcalde de Rafal en 1951 a la edad de 45 años, sustituyendo así al Doctor Antonio Mazón, que dejaba la alcaldía de forma voluntaria.
En tiempos en los que el municipio de Rafal se encontraba muy estancado, José Vázquez logró darle el impulso que su predecesor había intentado en vano y que sólo quedó en proyecto. Durante los cinco años que rigió la alcaldía, logró grandes avances para el municipio. Fue considerado por el pueblo como un buen alcalde, aunque no se libró de críticas y desavenencias.
La situación que se encontró José Vázquez cuando asumió la alcaldía era la siguiente: un municipio subdesarrollado y cero pesetas en las arcas públicas. La primera medida que tomó como alcalde fue realizar la primera instalación de alumbrado público en condiciones en Rafal, que venía a sustituir en parte a la rudimentaria instalación anterior. En esta primera instalación, sólo se iluminó un tramo de la Calle Mayor. Casualmente, el tramo iluminado comenzaba en la iglesia y acababa a la altura de la casa del edil, lo que ocasionó numerosas protestas entre los vecinos del municipio.
En 1953 bajo su mandato, se derribó el tejado e interior de la antigua Casa-Abadía y comenzaron las obras de un nuevo ayuntamiento en ese emplazamiento. Se le dio un aspecto parecido al que tenía la Casa-Abadía, con sus dos balcones en la planta alta y dos puertas debajo, aunque el nuevo ayuntamiento difería del antiguo edificio por tener más ventanas. Entre los dos balcones se colocó el escudo del municipio grabado en piedra, el cual todavía permanece a día de hoy. Hasta aquel momento, la Casa-Abadía construida en 1636 servía como casa consistorial debido a que no existía ningún edificio público habilitado para tal fin. Además, este edificio que contaba con más de tres siglos en su haber, estaba muy deteriorado. 
Fue en 1955 cuando el alcalde José Vázquez García inauguraba la nueva Casa Consistorial, la cual estuvo activa hasta 1995 como ayuntamiento del municipio. El edificio, situado en la actual Plaza de la Constitución, todavía permanece con su aspecto exterior original, con la excepción del color de la fachada. En 1997 fue reformado y utilizado como biblioteca hasta 2010. También contiene la oficina de correos.
El 7 de octubre de 1956, el heredero del título de marqués de Rafal, Santiago Pardo-Manuel de Villena, visitó Rafal en representación de su tío el marqués Fernando y con motivo de la coronación de la patrona del municipio. La comitiva recorrió la Calle Mayor desde el Calvario hasta la iglesia, en la que el marqués Santiago iba acompañado por la hija del alcalde, seguidos del comandante de la Guardia Civil, del párroco Rafael Cubí Zambrana, del propio alcalde José Vázquez, de un concejal y del obispo de Orihuela.
Durante su mandato se retomaron las obras del colegio, que habían quedado paralizadas durante la anterior alcaldía por falta de fondos. José Vázquez logró obtener el capital necesario para poder finalizar las obras y por fin tener un colegio en condiciones en el municipio. Cuando entró en la alcaldía, sólo estaban hechos los cimientos del edificio. 
Al colegio se le dio el nombre de Trinitario Seva en honor del propietario de los terrenos, que fueron cedidos al ayuntamiento. Todavía hoy se siguen llamando de esta forma a los colegios existentes en el municipio. La ubicación de este colegio, que fue demolido a mediados de los años 90, se encontraba en lo que hoy corresponde a la actual Plaza de España.
También logró que se asfaltara la calle Mayor (actuales calles Marqués de Rafal, Avenida de la Libertad y calle Miguel Hernández) que a pesar de que fue mejorada en los años 20, todavía permanecía sin pavimentar.
El hecho de que este alcalde fuera el que inauguró el ayuntamiento y el colegio y además lograra el asfaltado e iluminación de la Calle Mayor fue todo un logro. Hay que tener en cuenta que era una época en la que los ayuntamientos pequeños tenían que funcionar con lo poco que recaudaban y por lo tanto trabajar con presupuestos bajísimos, y que él obtuvo trabajadas subvenciones de la Gobernación de Alicante que le permitieron ejecutar sus proyectos.
Tras ocho años en la alcaldía, José Vázquez García dejó el ayuntamiento en 1959 por voluntad propia. Al igual que hiciera su antecesor Antonio Mazón Seva, José Vázquez recomendó al Gobernador de Alicante para que nombrara a Antonio Martínez Murcia, quien finalmente le sucedió en el cargo.
José Vázquez García falleció en Rafal el 13 de febrero de 1979 a la edad de 73 años. Fue sepultado en un panteón familiar en el cementerio parroquial de Rafal, junto a la tumba de su cuñado y también alcalde Emilio Mirete Morante.
| Predecesor: Antonio Mazón Seva | Alcalde de Rafal 1951 – 1959 | Sucesor: Antonio Martínez Murcia |

- Datos: Q5399746